# Crocodiles (gruppo musicale)
I Crocodiles sono un gruppo noise pop/indie pop proveniente da San Diego, California, USA. Il gruppo si è formato nel 2008 per volontà di Brandon Welchez and Charles Rowell dopo la rottura con i loro precedenti complessi hardcore: i Some Girls e i  The Plot to Blow Up the Eiffel Tower. Le sonorità dei Crocodiles sono spesso accostate a quelle di  The Jesus and Mary Chain, Echo & the Bunnymen e Spacemen 3.

## Discografia

### Album studio
- Summer of Hate (2009)
- Sleep Forever (2010)
- Endless Flowers (2012)
- Crimes of Passion (2013)
- Boys (2015)
- Dreamless (2016)
- Love Is Here (2019)

### EP
- Fires of Comparison (2010)